# Huy chương Perkin
Huy chương Perkin (tiếng Anh: Perkin Medal) là một giải thưởng được chi nhánh của Hiệp hội Công nghiệp Hóa chất tại Hoa Kỳ trao hàng năm cho các nhà khoa học cư ngụ tại Mỹ có "sáng kiến đổi mới trong hóa học ứng dụng đưa tới việc phát triển thương mại đáng chú ý". Huy chương này được coi là vinh dự cao nhất trong ngành Công nghiệp Hóa chất Hoa Kỳ.
Huy chương Perkin được trao lần đầu vào năm 1906 để kỷ niệm 50 năm ngày Sir William Henry Perkin - nhà hóa học người Anh - khám phá ra màu cẩm quỳ, thuốc nhuộm bằng anilin tổng hợp đầu tiên trên thế giới. Huy chương được trao tặng Sir William Henry Perkin nhân cuộc thăm viếng Hoa Kỳ nổi tiếng của ông, một năm trước khi ông qua đời. Lần trao huy chương thứ hai diễn ra năm 1908 và từ đó được trao hàng năm.

## Các người đoạt Huy chương Perkin

### Thập niên 1900
- 1906: Sir William H. Perkin
- 1908: John Brown Francis Herreshoff
- 1909: Arno Behr

### Thập niên 1910
- 1910: Edward G. Acheson
- 1911: Charles M. Hall
- 1912: Herman Frasch
- 1913: James Gayley
- 1914: John W. Hyatt
- 1915: Edward Weston
- 1916: Leo H. Baekeland
- 1917: Ernst Twitchell
- 1918: Auguste J. Rossi
- 1919: Frederick G. Cottrell

### Thập niên 1920
- 1920: Charles F. Chandler
- 1921: Willis R. Whitney
- 1922: William M. Burton
- 1923: Milton C. Whitaker
- 1924: Frederick M. Becket
- 1925: Hugh K. Moore
- 1926: Richard B. Moore
- 1927: John E. Teeple
- 1928: Irving Langmuir
- 1929: Eugene C. Sullivan

### Thập niên 1930
- 1930: Herbert H. Dow[2]
- 1931: Arthur D. Little
- 1932: Charles F. Burgess
- 1933: George Oenslager
- 1934: Colin G. Fink
- 1935: George O. Curme, Jr.
- 1936: Warren K. Lewis[3]
- 1937: Thomas Midgley, Jr.[4]
- 1938: Frank J. Tone
- 1939: Walter S. Landis

### Thập niên 1940
- 1940: Charles M. A. Stine
- 1941: John V. N. Dorr
- 1942: Martin Ittner
- 1943: Robert E. Wilson
- 1944: Gaston F. Dubois
- 1945: Elmer K. Bolton
- 1946: Francis C. Frary
- 1947: Robert R. Williams
- 1948: Clarence W. Balke
- 1949: Carl S. Miner

### Thập niên 1950
- 1950: Eger V. Murphree
- 1951: Henry Howard
- 1952: Robert M. Burns
- 1953: Charles A. Thomas
- 1954: Roger Adams
- 1955: Roger Williams
- 1956: Edgar C. Britton
- 1957: Glenn T. Seaborg
- 1958: William J. Kroll
- 1959: Eugene J. Houdry

### Thập niên 1960
- 1960: Karl Folkers
- 1961: Carl F. Prutton
- 1962: Eugene G. Rochow
- 1963: William O. Baker
- 1964: William J. Sparks
- 1965: Carl S. Marvel
- 1966: Manson Benedict
- 1967: Vladimir Haensel
- 1968: Henry B. Hass
- 1969: Robert W. Cairns

### Thập niên 1970
- 1970: Milton Harris
- 1971: James F. Hyde
- 1972: Robert Burns MacMullin
- 1973: Theodore L. Cairns
- 1974: Edwin H. Land
- 1975: Carl Djerassi
- 1976: Lewis H. Sarett
- 1977: Paul J. Flory
- 1978: Donald F. Othmer
- 1979: James D. Idol Jr.

### Thập niên 1980
- 1980: Herman F. Mark
- 1981: Ralph Landau
- 1982: Herbert C. Brown
- 1983: N. Bruce Hannay
- 1984: John H. Sinfelt
- 1985: Paul B. Weisz
- 1986: Peter Regna
- 1987: J. Paul Hogan và Robert L. Banks
- 1988: James F. Roth
- 1989: Frederick J. Karol

### Thập niên 1990
- 1990: John E. Franz
- 1991: Miguel A. Ondetti
- 1992: Edith M. Flanigen
- 1993: Lubomyr T. Romankiw
- 1994: Marinus Los
- 1995: Delbert H. Meyer
- 1996: Marion D. Francis
- 1997: Stephanie Kwolek
- 1998: David R. Bryant
- 1999: Albert A. Carr

### Thập niên 2000
- 2000: Norman N. Li
- 2001: Elsa Reichmanis
- 2002: Paul S. Anderson
- 2003: William H. Joyce
- 2004: Gordon E. Moore
- 2005: Robert W. Gore
- 2006: James C. Stevens
- 2007: Herbert Boyer
- 2008: Ian Shankland
- 2009: Richard B. Silverman

### Thập niên 2010
- 2010: Ronald Breslow
- 2011: Rodney H. Banks
- 2012: Robert S. Langer[5]
- 2013: Bruce Roth
- 2014: John C. Warner[6]
- 2015: Cynthia A. Maryanoff[7]
- 2016: Peter Trefonas[8]
- 2017: Ann E. Weber[9]
- 2018: Barbara Haviland Minor[10][11]
- 2019: Chad Mirkin[11]